# FC Felgueiras 1932
El FC Felgueiras 1932 es un equipo de fútbol de Portugal que juega en la Segunda Liga, la segunda división de fútbol en el país.

## Historia
Fue fundado el 8 de mayo del año 2006 en la ciudad de Margaride en el distrito de Oporto y es el equipo sucesor del desaparecido FC Felgueiras, ya que la ciudad requería de un equipo de fútbol.
Iniciaron en la Segunda Liga de Oporto, en la cual solo duraron un año luego de ascender a la Liga Regional de Oporto sin perder un solo partido y cuenta con representaciones en todas las categorías de fútbol en Portugal. Es uno de los equipos fundadores del Campeonato Nacional de Seniores.

## Jugadores

### Traspasos
| Altas |             |                  |
|       | Nombre      | Procedencia      |
|       | Costa Pinto | FC Lixa          |
|       | Zé Lopes    | Benfica de Macau |

| Bajas |                |                   |
|       | Nombre         | Hacia             |
|       | Davide Bessa   | FC Vizela         |
|       | Fabio          | Serzedelo         |
|       | Orlando        | Leixões           |
|       | Tiago Carneiro | Vilaverdense FC   |
|       | Hélder         | CCD Santa Eulália |
|       | Landinho       | Portimonense      |
|       | Rafa           | Moreirense        |
|       | Kisley         | U. Madeira        |
|       | Diego Mourão   | Varzim            |
|       | Alex Porto     | AC. Viseu         |